# Polski Komitet Wyzwolenia Narodowego

Plakat manifestu PKWN

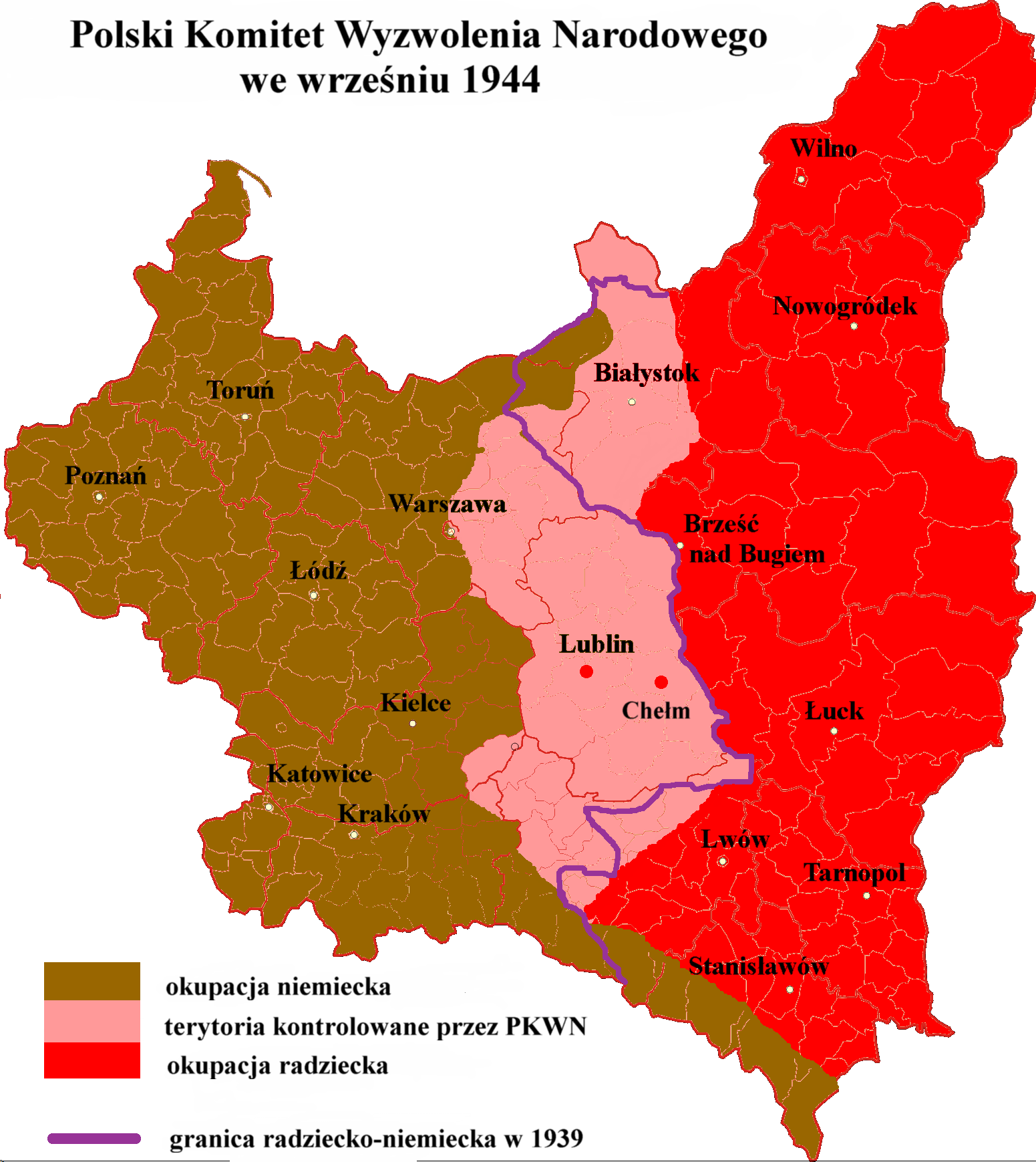
Obszar pod administracją PKWN we wrześniu 1944 roku

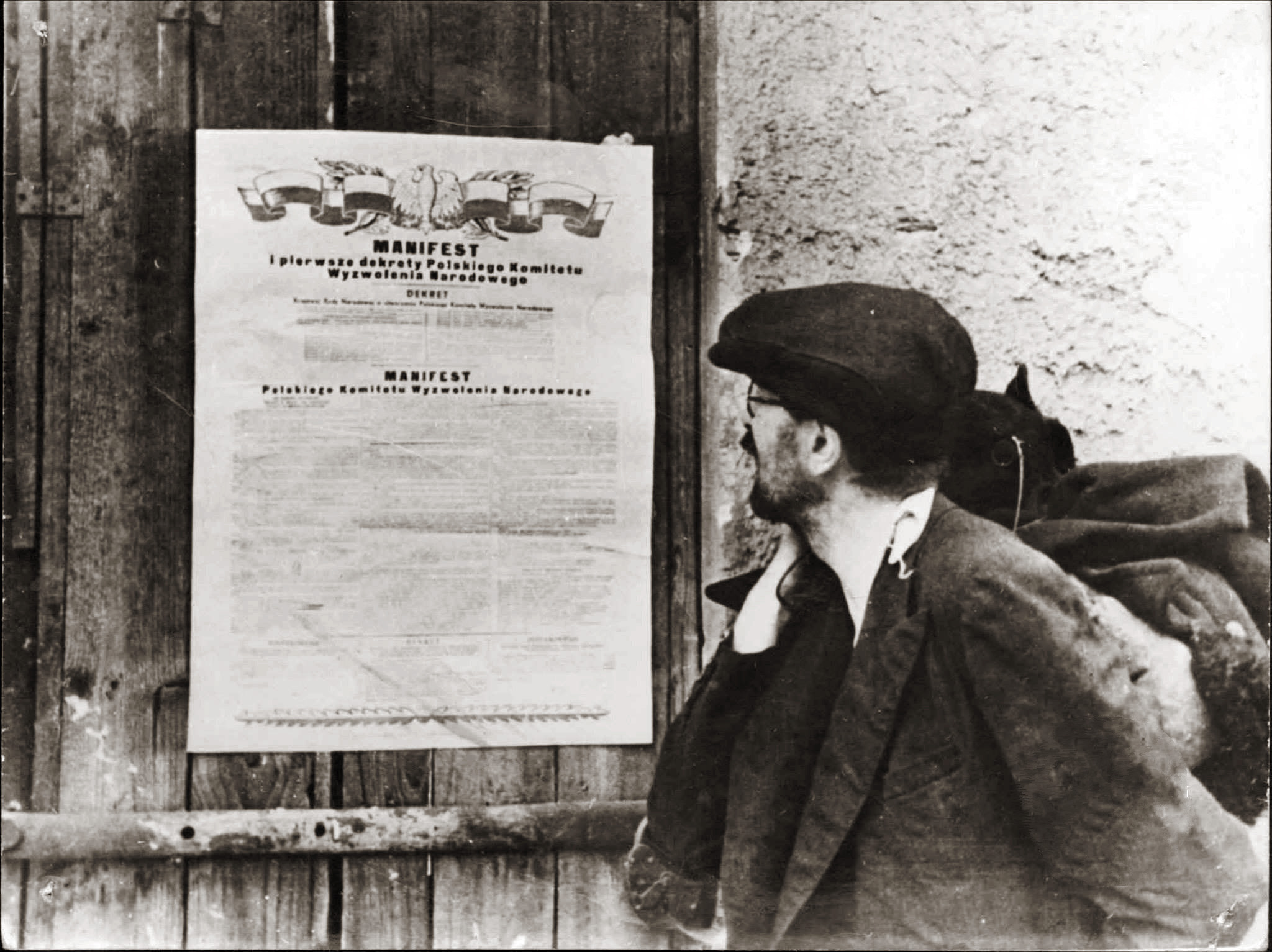
Zdjęcie czytającego plakat manifestu PKWN

Polski Komitet Wyzwolenia Narodowego (PKWN) (kol. Komitet Lubelski) – samozwańczy, marionetkowy, tymczasowy organ władzy wykonawczej w Rzeczypospolitej Polskiej, działający od 21 lipca do 31 grudnia 1944, na obszarze zajmowanym przez Armię Czerwoną po okupacji niemieckiej – między przesuwającą się linią frontu sowiecko-niemieckiego a Linią Curzona. PKWN składający się z komunistów polskich i ich formalnie niekomunistycznych marionetek politycznych, został powołany w Moskwie i był sterowany politycznie przez Józefa Stalina. Na powstanie PKWN miały wpływ Centralne Biuro Komunistów Polski oraz delegacja Krajowej Rady Narodowej, jednak ostateczną decyzję o jego powstaniu, nazwie, statusie i kształcie personalnym podjął Stalin.
Powołanie PKWN stworzyło strukturę polityczną, która z modyfikacjami nienaruszającymi jej podstaw, została zachowana do 1989 r. Podstawami ustrojowymi były: monopol partii komunistycznej w sferze władzy i podporządkowanie Polski ZSRR.
Od 1 sierpnia 1944 r. siedzibą PKWN był Lublin. Organem prasowym PKWN była „Rzeczpospolita”.

## Geneza PKWN
PKWN został utworzony przez Stalina przy wykorzystaniu dwóch środowisk komunistycznych – skupionego w ZSRR i krajowego zorganizowanego w PPR i wyłonionych przez nią struktur. Środowiska komunistyczne w ZSRR pod kierownictwem Wandy Wasilewskiej i Alfreda Lampego od ataku Niemiec na ZSRR zabiegały u Stalina o utworzenie organizacji, która byłaby podstawą do przejęcia władzy w Polsce. Po ewakuacji w sierpniu 1942 roku z ZSRR Armii Andersa, wobec nadchodzącego przełomu w wojnie na froncie wschodnim Stalin rozpoczął realizację alternatywnych do porozumienia z rządem RP na uchodźstwie rozstrzygnięć politycznych wobec Polski.
U schyłku bitwy w Stalingradzie, w styczniu 1943 r. Stalin wezwał Wandę Wasilewską do Moskwy, stwierdzając wobec jej męża: „sytuacja wygląda tak, że chyba dojdzie do decydującego konfliktu między emigracyjnym rządem polskim a ZSRR” i „w tej sytuacji Wanda mogłaby dużo zrobić”. Jeszcze w tym samym miesiącu Wasilewska i Lampe skierowali list do Stalina w którym zwracali się z propozycją utworzenia „centralnego ośrodka do spraw polskich”. Po rozmowach ze Stalinem i Mołotowem w lutym 1943 r. zapadła decyzja o powołaniu 1 marca 1943 Związku Patriotów Polskich, formalnie niekomunistycznego i mającego stanowić reprezentację Polaków w ZSRR.
W marcu 1943 r. ambasador ZSRR w Londynie Iwan Majski po raz pierwszy przedstawił w imieniu ZSRR żądanie rekonstrukcji rządu polskiego w Londynie tak aby „wyrażał on wolę narodu”. „ZSRR nie jest skłonny godzić się na Polskę rządzoną przez obecną grupę emigrantów” – stwierdził Majski.
Po zwycięstwach Armii Czerwonej w Stalingradzie i na łuku kurskim oraz po zerwaniu 26 kwietnia 1943 przez Moskwę stosunków dyplomatycznych z Rządem RP na uchodźstwie, co było związane z odkryciem grobów ofiar zbrodni katyńskiej, wyraźnym stało się, że Moskwa tworzy równoległy ośrodek polityczny, który ma objąć władzę w powojennej Polsce. Dowodem na to było powołanie Związku Patriotów Polskich i 1 Dywizji Piechoty im. Tadeusza Kościuszki oraz ranga propagandowa nadana tym wydarzeniom, przy równoczesnym podważaniu legitymizacji rządu polskiego. Od połowy 1943 były to kroki przygotowawcze dla powołania rządu marionetkowego dla Polski. Rozpoczęta po bitwie na łuku kurskim w końcu sierpnia 1943 ofensywa Armii Czerwonej na całej długości frontu oznaczała niepowstrzymane zbliżanie się wojsk sowieckich do granic Polski.
Po przeprowadzonych w lutym 1943 r., zakończonych fiaskiem rozmowach PPR z Delegaturą Rządu na Kraj w sprawie zalegalizowania PPR w systemie Polskiego Państwa Podziemnego (wobec odmowy PPR uznania integralności terytorialnej państwa polskiego i odmowy złożenia deklaracji niezależności od zagranicznych ośrodków decyzyjnych), komuniści w kraju pod okupacją niemiecką dokonywali kolejnych kroków w przygotowaniach do przejęcia władzy w Polsce. W listopadzie 1943 roku w deklaracji ideowej PPR „O co walczymy?” przygotowanej przez Gomułkę znalazły się stwierdzenia, że „Rząd emigracyjny, wyłoniony przez przypadkowo zebrane na emigracji elementy opierający się na antydemokratycznej, nielegalnej konstytucji” z 1935 r. nie może być „powołany do realizowania ustroju demokratycznego w odrodzonej Polsce”. Zadanie to miało być powierzone „Rządowi Tymczasowemu”, który miał powstać „w kraju na płaszczyźnie wszystkich antyfaszystowskich i antyreakcyjnych sił społecznych tworzących Antyfaszystowski Front Narodowy”.
Na jesieni 1943, w okresie braku kontaktu radiowego z Moskwą (do stycznia 1944 r.) PPR sformułowała koncepcję powołania własnego krajowego ośrodka władzy. W okupowanym kraju w noc sylwestrową 1943/44 PPR powołała całkowicie sobie podporządkowaną Krajową Radę Narodową (KRN), jako samozwańczy polski parlament.
Jednocześnie komuniści polscy w ZSRR opracowali koncepcję powołania Polskiego Komitetu Narodowego, który miałby być alternatywnym wobec Rządu RP na uchodźstwie ośrodkiem politycznym. Projekt deklaracji programowej PKN opracował Alfred Lampe („Tezy nr 3”). Odmawiała ona rządowi w Londynie prawa do reprezentowania narodu polskiego uznając prawo PPR do ostatecznego przejęcia władzy w powojennej Polsce. Informacja o utworzeniu KRN wstrzymała prace nad powołaniem PKN. Wybór Władysława Gomułki na sekretarza generalnego PPR i powołanie KRN bez uprzedniej zgody Moskwy (niemożliwej wobec kilkumiesięcznej przerwy w łączności radiowej) wzbudziły tam nieufność, m.in. w związku z czym, na przełomie stycznia i lutego 1944 Sekretariat KC WKP(b) utworzył niejawne Centralne Biuro Komunistów Polski, które przejęło rolę łącznika między WKP(b) a ZPP i w zamierzeniu twórców miało kierować krajowym ruchem komunistycznym. CBKP było strukturą tajną, a jego skład personalny był utajniony nawet wobec poinformowanych o samym fakcie jego istnienia. O jego istnieniu władze PPR dowiedziały się w początkach sierpnia 1944 w Lublinie, zaś sekretarz generalny PPR Władysław Gomułka 18 lipca 1944 w Warszawie, z pierwszej depeszy otrzymanej przez PPR od CBKP poprzedniego dnia. W sierpniu 1944 CBKP stworzyło większość w utworzonym wówczas, również tajnym, Biurze Politycznym PPR. Do BP PPR weszli wtedy: Władysław Gomułka, Bolesław Bierut, Jakub Berman, Hilary Minc i Aleksander Zawadzki (trzej ostatni ze składu CBKP). Bolesław Bierut, wchodząc do tajnego Politbiura PPR, na polecenie Józefa Stalina występował do roku 1948 publicznie jako osoba bezpartyjna.

Akceptowana, jeżeli nie inspirowana przez Stalina koncepcja władzy w PKN opierała się na podstawowym założeniu, że partia komunistyczna będzie posiadała monopolistyczną pozycję w sferze władzy, przy zachowaniu pozorów koalicji. Komuniści mieli skupić w swym ręku wszystkie ogniwa istotnych decyzji, niezależne siły polityczne miały zostać rozbite i unicestwione, a mniej lub bardziej uzależnieni sojusznicy dopuszczeni do współrządzenia tylko w bardzo ograniczonym zakresie. Na zewnątrz wszelako system miał pozostać wielopartyjny, przynajmniej tymczasem. „Jeżeli nawet w Polsce sytuacja rozwinie się w kierunku likwidacji części partii, nie ma żadnego powodu już o tym mówić” – stwierdzano w jednym z dokumentów ZPP.

Opracowana wówczas koncepcja Polskiego Komitetu Narodowego została zrealizowana ostatecznie 20 lipca 1944 przez utworzenie w Moskwie Polskiego Komitetu Wyzwolenia Narodowego, z tą modyfikacją, że formalnie do jego powołania została wówczas włączona KRN.
4 stycznia 1944 roku wojska 1 Frontu Ukraińskiego Armii Czerwonej przekroczyły przedwojenną granicę ZSRR z Polską w rejonie Rokitna.
Stalin działał wielowariantowo – wybór wariantu najkorzystniejszego dla ZSRR zależał od aktualnego układu sił, natomiast zmierzał w każdym wariancie do utworzenia rządu polskiego niesuwerennego – uzależnionego od ZSRR.
W marcu 1944 roku do ZSRR udała się wysłana przez Gomułkę delegacja KRN w składzie: Marian Spychalski, Edward Osóbka-Morawski, Kazimierz Sidor i Jan Haneman. Na przełomie kwietnia i maja do Moskwy przyjechali przedstawiciele Polonii w USA: Oskar Lange (agent wpływu NKWD ps. „Friend”) i ksiądz Stanisław Orlemański. Stalin stwierdził wobec nich, że rząd Polski powinien być stworzony w kraju, a ZPP rządu nie utworzy, co najwyżej powinien uczestniczyć personalnie w zrekonstruowanym rządzie Mikołajczyka z którego należy się pozbyć osób o nastawieniu antyradzieckim. Dopiero 17 maja delegacja KRN została sprowadzona do Moskwy. Nazajutrz rozpoczęły się rozmowy z Prezydium ZG ZPP i CBKP. 19 i 22 maja przyjął ją Stalin oświadczając, że gotów jest uznać KRN za przedstawicielstwo narodu polskiego oraz nawiązać stosunki z jej organem wykonawczym. Zgodził się jednak z zastrzeżeniami delegacji KRN, że powołanie takiego organu byłoby przedwczesne. PPR uważał bowiem, że nowy ośrodek rządowy musi powstać w kraju, a nie na emigracji. Zapewnił jednocześnie, że „rząd londyński w tym składzie jak dziś nie będzie przez ZSRR uznany”. Sugerowało to, że w innym składzie rząd ten poszerzony przypuszczalnie przez ludzi z KRN i ZPP może mieć szanse na uznanie przez Stalina. Stalin nie uznawał jeszcze definitywnie środowisk komunistycznych za nowy ośrodek władzy, z uwagi na obawę przed zaostrzeniem stosunków z Wielką Brytanią, która zabiegała o przywrócenie stosunków dyplomatycznych rządu RP na uchodźstwie z ZSRR, zerwanych przez Stalina po ujawnieniu grobów ofiar zbrodni katyńskiej.
W konsekwencji rozpoczętej 22 czerwca 1944 roku ofensywy białoruskiej (operacja Bagration) Armia Czerwona wyparła Wehrmacht z terenów Białorusi i wschodnich terenów II Rzeczypospolitej i przewidywane było jej wkroczenie na terytorium Polski na zachód od tzw. Linii Curzona, uznanej przez Wielką Brytanię, USA i ZSRR w tajnym porozumieniu na konferencji w Teheranie w grudniu 1943 za powojenną granicę polsko-sowiecką.
23 czerwca 1944 premier RP Stanisław Mikołajczyk ostatecznie odrzucił ultimatum Stalina dotyczące „reorganizacji” władz polskich w Londynie, jako naruszające suwerenność państwa polskiego. Ultimatum przewidywało ustąpienie Prezydenta RP Władysława Raczkiewicza, Naczelnego Wodza gen. Kazimierza Sosnkowskiego, ministra obrony gen. Mariana Kukiela i ministra informacji Stanisława Kota i publiczne zdystansowanie się rządu RP od obarczenia ZSRR zarzutem dokonania zbrodni katyńskiej. Przyjęcie ultimatum sowieckiego pozbawiało de facto Rząd RP na uchodźstwie legitymizacji prawnej i podmiotowości. Mikołajczyk stwierdził: „Sowiety według wszelkich objawów szukały do niedawna kontaktów i rozmów z Rządem Polskim, sprawiając wrażenie, że dążą do porozumienia – wycofały się i wszystko pod tym względem urwało się…”. Nie udało się Stalinowi doprowadzić do rozbicia koalicji rządowej w Londynie, znacznego osłabienia Mikołajczyka i wprowadzenia do rządu komunistów i w związku z tym szala decyzji przechyliła się na rzecz powołania nowego ośrodka władzy. W lipcu 1944 roku klucz do rozwiązania polskiej sprawy znajdował się w Moskwie i nie było już mowy o powrocie rządu londyńskiego do Warszawy bez uprzedniego porozumienia się ze Stalinem i polskimi komunistami.
22 czerwca 1944 Stalin spotkał się ponownie z delegacją KRN oświadczając, że gotów jest rozmawiać o utworzeniu na terenie ZSRR organu wykonawczego KRN dla administrowania terenów wyzwolonych przez Armię Czerwoną. 24 czerwca ZPP uznał KRN za „prawdziwe przedstawicielstwo narodu polskiego”, ale się jej wraz z armią Berlinga jeszcze nie podporządkował. 26 czerwca delegację KRN przyjął ambasador brytyjski w Moskwie Archibald Clark Kerr, który wysłuchał jej informacji o możliwości utworzenia w ZSRR rządu polskiego „w bardzo krótkim czasie”.
PPR w kraju nie uznawała w tym momencie konieczności utworzenia nowego rządu. Jeszcze 1 lipca 1944 r., mimo uznania KRN przez Stalina, PPR deklarowała gotowość wejścia do rządu w Londynie pod warunkiem jego rekonstrukcji, określając jednocześnie Mikołajczyka jako polityka cieszącego się poparciem „milionowych rzesz narodu”. Warunkiem takiego kroku jest zmiana stosunku do ZSRR („(…)nie dlatego, że leży to w interesie Związku Sowieckiego, lecz dlatego, że leży to w interesie Polski.”) oraz natychmiastowa rekonstrukcja rządu, nawet drogą zmian pozakonstytucyjnych”.
6 lipca do ZSRR przybyła druga delegacja KRN w składzie: Michał Rola-Żymierski, Stanisław Kotek-Agroszewski i Jan Czechowski. Delegacja nie przywiozła pełnomocnictwa do utworzenia organu wykonawczego, a jedynie do nawiązania stosunków międzynarodowych z ZSRR i nawiązania relacji z ZPP.
Ostateczne decyzje zapadały w przyspieszonym tempie między 18 a 20 lipca, z powodu błyskawicznych postępów ofensywy Armii Czerwonej (wojska 1 Frontu Ukraińskiego w kilku punktach sforsowały Bug). 15 lipca Stalin przyjął Żymierskiego i oświadczył mu, że nowy ośrodek kierowniczy powinien przyjąć charakter Komitetu Wyzwolenia Narodowego, a nie rządu tymczasowego. Tego samego dnia Osóbka-Morawski jako przewodniczący KRN i Wanda Wasilewska wystosowali list do Stalina stwierdzający, że „sytuacja w pełni dojrzała do utworzenia Tymczasowego Rządu Polskiego i dalsza zwłoka może doprowadzić do poważnych powikłań”. Autorzy listu argumentowali, że wkroczenie Armii Czerwonej na tereny etnicznie polskie nieobjęte polską administracją będzie odbierane przez „elementy wrogie” jako „początek rosyjskiej okupacji”. Rząd tymczasowy dałby szanse na „podważenie podstawy tajnej administracji polskiego rządu emigracyjnego, a także przyspieszenie rozkładu reakcyjnego obozu w kraju i na emigracji”, a jednocześnie „wzmocnienie autorytetu” sił komunistycznych w Polsce. Podnoszono w liście konieczność nawiązania stosunków dyplomatycznych między Polską a ZSRR, do czego byłby uprawniony organ o charakterze rządowym. Wskazywano też na pilność przesądzenia kwestii granicy wschodniej Polski na linii Curzona, która to linia miała stać się linią demarkacyjną między terenami zarządzanymi przez administracje radziecką i polską. Rząd Tymczasowy mógł też przeprowadzić mobilizację na terenach polskich. Stwierdzono, że rząd powinien powstać „w oparciu o KRN, uzupełnioną w pierwszym okresie przedstawicielami ZPP, a następnie przedstawicielami innych demokratycznych organizacji w kraju i za granicą”. Rząd powinien być odpowiedzialny przed KRN i działać do czasu zwołania sejmu ustawodawczego. Program przedstawiony w liście szedł dalej niż koncepcja Stalina dotycząca utworzenia jedynie komitetu narodowego. Koncepcja zawarta w liście nie zakładała żadnej legitymizacji prawnej nowego rządu, uważając jego powołanie za działanie o charakterze rewolucyjnym, usprawiedliwione tym, że rząd w Londynie działa również na podstawie nielegalnej konstytucji kwietniowej z 1935 r. (uchwalonej przez sanacyjną większość sejmową, z naruszeniem przepisów konstytucji marcowej z 1921 r.) Stalin nie wyraził zgody na tę koncepcję. W następnych dniach w środowiskach komunistów polskich w ZSRR trwały dyskusje, w których przedstawiano pomysły powołania jedynie delegatury KRN dla ziem wyzwolonych. 18 lipca CBKP oświadczyło: „Zbliżamy się do decydujących rozstrzygnięć w sprawach polskich. Jasne staje się, że rząd polski powstanie na podstawie rozszerzenia KRN z udziałem ZPP i innych demokratycznych grup na emigracji”. 19 lipca Stalin oświadczył przedstawicielom KRN i ZPP, że konieczne jest natychmiastowe utworzenie „polskiego organu o charakterze rządowym”. Zasugerował jednocześnie konieczność oświadczenia przez KRN, iż podporządkowuje sobie ZPP i Armię Polską w ZSRR, a nie że to one podporządkowują się KRN. 20 lipca Stalin wyraził swoje poparcie dla inicjatywy powołania „Komitetu Wyzwolenia Narodowego”, licząc wciąż, że możliwe jest porozumienie z Rządem RP na uchodźstwie i prawdopodobnie sądząc, że groźba powołania KWN zmusi Mikołajczyka do przyjęcia żądań Stalina i fuzji rządu londyńskiego z KRN.
Stalin zdecydował, iż siedzibą PKWN będzie Lublin, w związku z tym już 21 lipca wydał „Dyrektywę Nr 220149” nakazującą dowódcy 1 Frontu Białoruskiego niezwłoczne zajęcie Lublina, co miało nastąpić najpóźniej do 26–27 lipca 1944. Utworzenie PKWN miało być dodatkowym argumentem Stalina w jego rozmowach z premierem Rządu RP Stanisławem Mikołajczykiem, ustalonych za pośrednictwem premiera Wielkiej Brytanii Winstona Churchilla, planowanych na koniec lipca 1944.
Powstanie PKWN miała legitymizować ustawa KRN o jego powołaniu, co było fikcją prawną z racji fasadowego charakteru KRN i z racji braku uprawnień przebywającej w Moskwie jej delegacji.

## Działalność PKWN

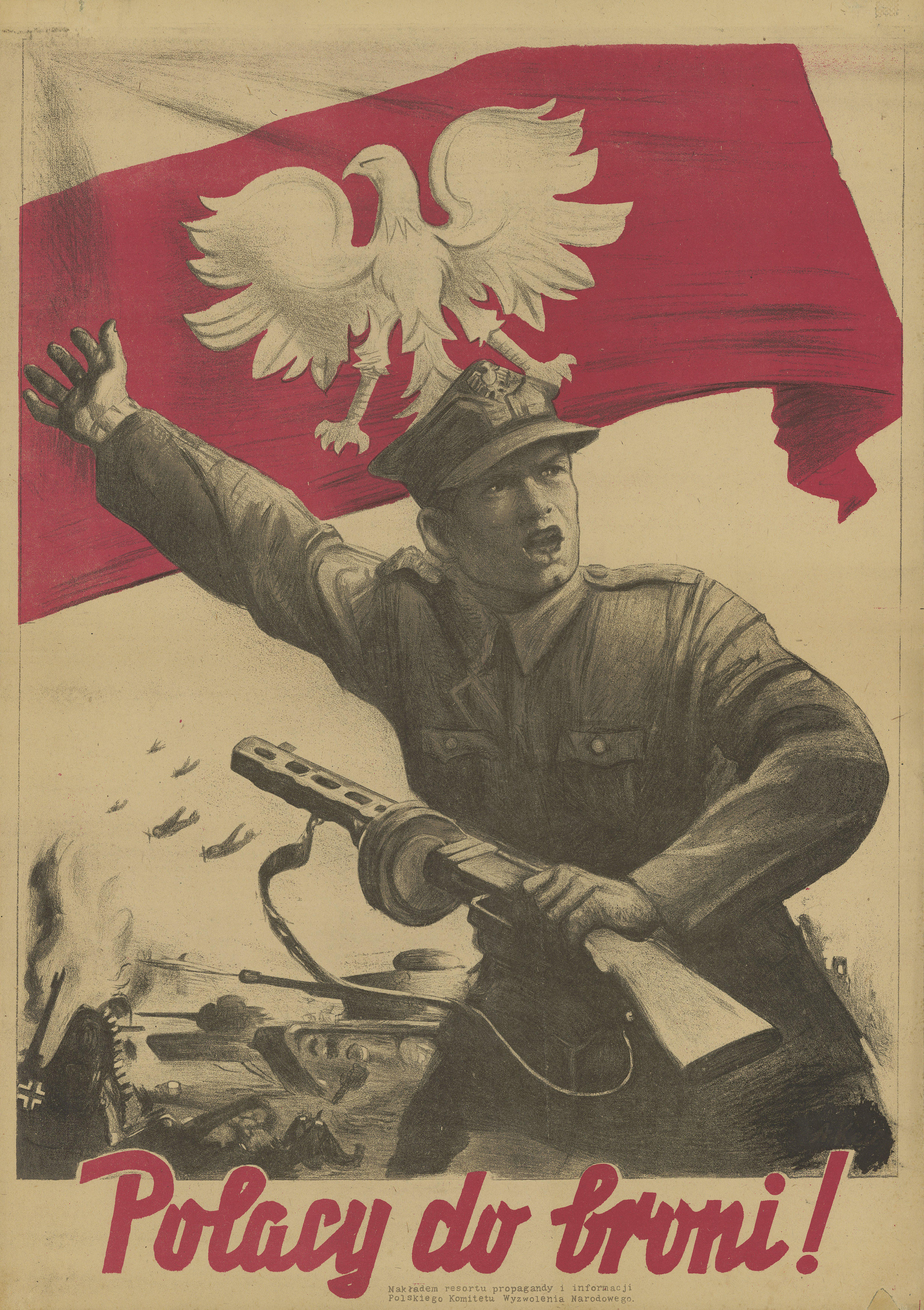
Wojenny plakat propagandowy autorstwa A. Keila, rozpowszechniany przez resort propagandy i informacji PKWN

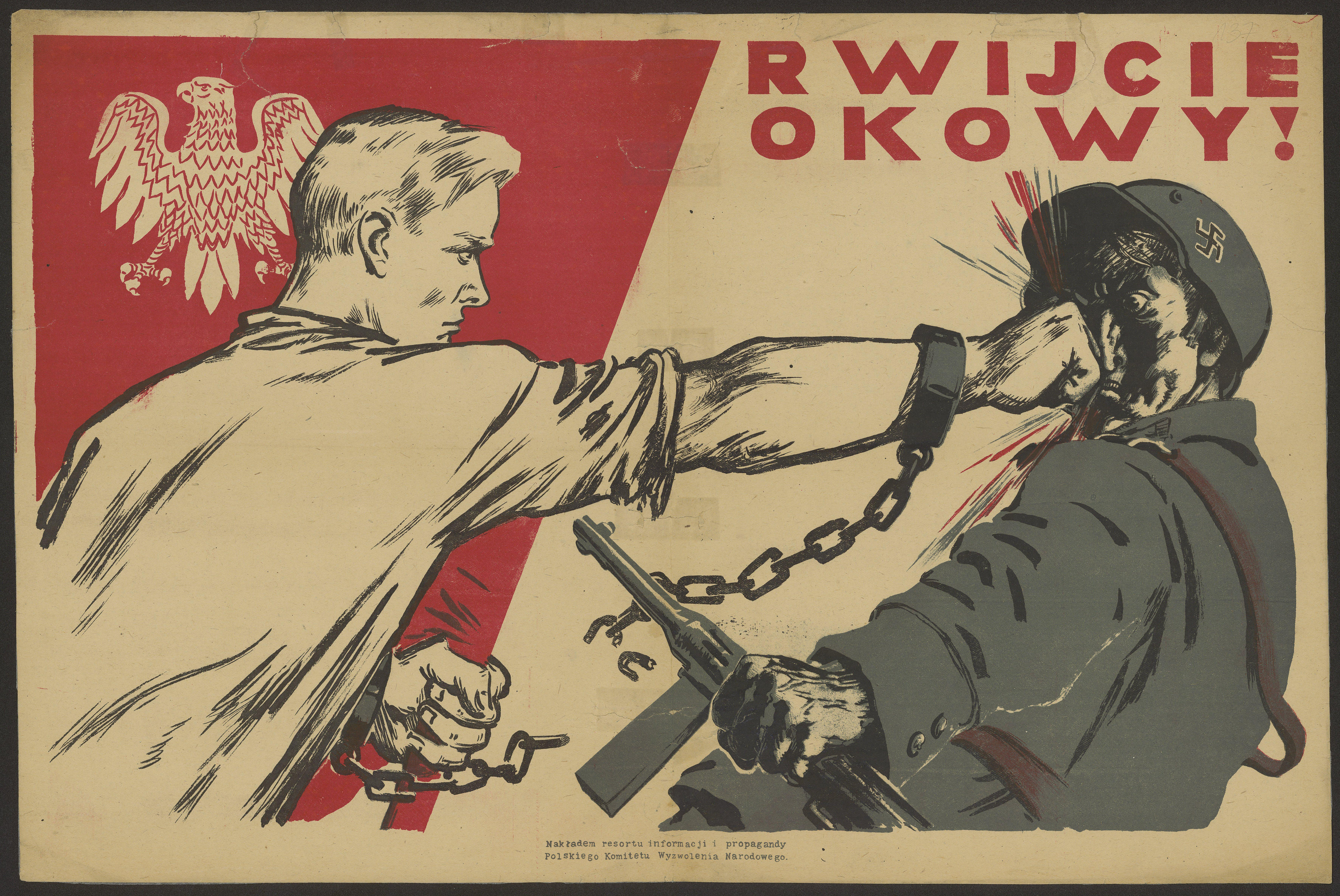
Jeden z plakatów resortu informacji i propagandy Polskiego Komitetu Wyzwolenia Narodowego z 1944 roku

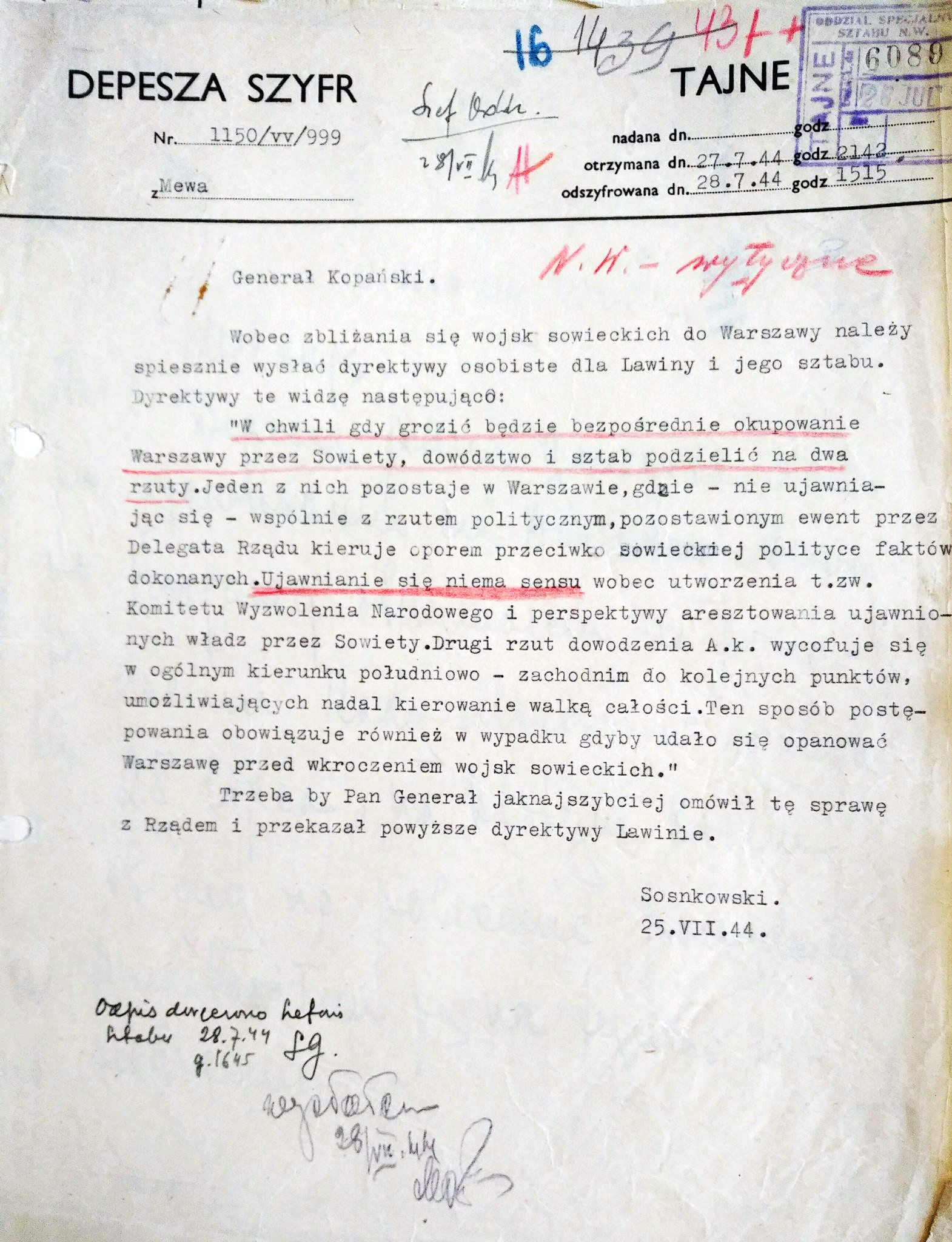
Depesza Naczelnego Wodza gen. Kazimierza Sosnkowskiego z 25 lipca 1944 do szefa sztabu NW gen. Stanisława Kopańskiego z dyrektywami dla dowódcy Armii Krajowej gen. Tadeusza Komorowskiego – „Bora” w związku z utworzeniem Polskiego Komitetu Wyzwolenia Narodowego

22 lipca 1944 roku o godzinie 20.15 Radio Moskwa poinformowało, że powołany przez KRN Polski Komitet Wyzwolenia Narodowego powstał w Chełmie (pierwszym mieście polskim na zachód od Linii Curzona zajętym przez Armię Czerwoną w ofensywie białoruskiej (od czerwca 1944). W rzeczywistości pierwsi członkowie PKWN dotarli do Chełma późnym popołudniem 27 lipca 1944, lub dopiero 28 lipca 1944, zastając tam legalne władze polskie – delegata powiatowego i przedstawicieli Armii Krajowej. Nazwę (kopię nazwy działającego od 1943 pod przewodnictwem de Gaulle’a Francuskiego Komitetu Wyzwolenia Narodowego) zaproponował Wiaczesław Mołotow, a zaakceptował Józef Stalin. Decyzja o powołaniu PKWN zaskoczyła komunistów z PPR w Polsce, którzy dowiedzieli się o tym fakcie z nasłuchu Radia Moskwa.
Do PKWN weszli działacze Związku Patriotów Polskich (koordynowanego przez Centralne Biuro Komunistów Polski) i Krajowej Rady Narodowej (Polska Partia Robotnicza i ugrupowania satelitarne – Stronnictwo Ludowe „Wola Ludu”), a także osoby bez formalnej afiliacji politycznej, wyznaczone przez ZPP. Przewodniczącym PKWN został wiceprzewodniczący KRN Edward Osóbka-Morawski (były członek RPPS), wiceprzewodniczącymi PKWN: Wanda Wasilewska (ZPP) i Andrzej Witos (ZPP, oficjalnie SL „Wola Ludu”) – usunięty z PKWN formalnie decyzją Prezydium PKWN 9 października 1944 „ze względu na stan zdrowia”, faktycznie po zaostrzeniu kursu Stalina w sprawach polskich po upadku powstania warszawskiego, jego miejsce zajął wówczas Stanisław Janusz, protegowany PPR).
Przez cały czas istnienia (do przekształcenia PKWN w Rząd Tymczasowy Rzeczypospolitej Polskiej) był tymczasowym organem administracyjnym bez atrybutów rządowych (stąd np. ministrowie w PKWN nosili tytuł „kierowników resortów” – czyli „pełniących obowiązki ministrów”).
Swoją działalnością PKWN objął, przekazane przez władze radzieckie (sowieckie) pod jego administrację, tereny województw: lubelskiego, białostockiego, lwowskiego (na zachód od linii Curzona, bez Lwowa, z faktyczną stolicą w Rzeszowie) i część warszawskiego, na które w historiografii przyjęto określenie Polska Lubelska, jako wywodzące się od nazwy pierwszej stolicy Polski Ludowej - Lublina.
PKWN był uznawany wyłącznie przez ZSRR. Przedstawicielem ZSRR przy PKWN był gen. Nikołaj Bułganin, który według Nikity Chruszczowa był czymś więcej niż ambasadorem. Miał uprawnienia specjalne, włączając w to władzę nad [polskim] wojskiem. W dzień po utworzeniu PKWN Stalin pisał do Churchilla: „(...) nie mogę uważać Polskiego Komitetu za rząd polski, możliwe jest jednak, że w przyszłości posłuży on jako trzon dla utworzenia tymczasowego rządu polskiego z sił demokratycznych.”. 25 lipca 1944 minister spraw zagranicznych Wielkiej Brytanii Anthony Eden w rozmowie z premierem Mikołajczykiem, odczytując list Stalina skierowany do Churchilla poprzedniego dnia, informujący o podjęciu współpracy władz sowieckich z PKWN, nie wykluczył, że w przyszłości PKWN może stać się podstawą tworzenia nowego rządu polskiego. Był to element presji Churchilla na rząd polski, mający doprowadzić do jego porozumienia z ZSRR, na warunkach postawionych przez sowieckiego dyktatora.
Pierwsze trzy posiedzenia PKWN odbyły się w Moskwie.
Przed przybyciem do Chełma, 26 lipca 1944 PKWN podpisał w Moskwie porozumienie o stosunkach między dowództwem radzieckim a polską administracją na wyzwolonych terenach Polski. Porozumienie to poddawało jurysdykcji Józefa Stalina jako wodza naczelnego Armii Czerwonej i sądownictwu sowieckiemu przestępstwa popełniane przez ludność cywilną przeciwko siłom zbrojnym ZSRR w strefie operacji wojennych na terytorium Polski. Porozumienie posłużyło jako podstawa prawna masowych represji NKWD i Smiersz wobec przedstawicieli Polskiego Państwa Podziemnego, Armii Krajowej i ludności cywilnej, aresztowań i wywózek do ZSRR. Pojęcia strefy operacji wojennych nie sprecyzowano.
27 lipca 1944 roku w imieniu PKWN Edward Osóbka-Morawski podpisał w Moskwie Porozumienie między PKWN a rządem ZSRR o polsko-radzieckiej granicy (którego tekstu nie ogłoszono do 1967), ustalając ją wzdłuż tzw. linii Curzona i zrzekając się tym samym terytorium Kresów Wschodnich.
Rząd radziecki naciskał na podpisanie porozumienia w tej kwestii jeszcze przed porozumieniem odnoszącym się do zagadnienia polskiej administracji na terenach wyzwalanych. Komisja PKWN, która została wyłoniona do opracowania polskich propozycji w tej kwestii, stwierdzała, że „linia Curzona nie powinna ulec jakimkolwiek zmianom na niekorzyść Polski i rozgraniczenie Prus Wschodnich na część polską i sowiecką powinno uwzględnić większy dostęp do morza”. Sformułowano również postulaty dotyczące całej Puszczy Białowieskiej, całego Kanału Augustowskiego wraz z rejonem sopoćkińskim i przedmieściami Grodna położonymi po zachodniej stronie Niemna, węzła kolejowo-drogowego w Chyrowie, w którym łączyły się dwie polskie równoleżnikowe magistrale kolejowe o znaczeniu ogólnokrajowym, terenów po zachodniej stronie Bugu i północnej Sołokii, między Warężem a Sokalem (tzw. kolana Bugu), a także Borysławsko-Drohobyckiego Zagłębia Naftowego z Samborem, Stebnikiem i Truskawcem. Dla usatysfakcjonowania strony sowieckiej, PWKN postanowił zrezygnować z roszczeń do Lwowa, gdyż uznał ten postulat za całkowicie nierealny, a ponadto osłabiający pozycję polską w innych kwestiach, gdzie istniały teoretyczne szanse przeforsowania niewielkich korekt granicznych na korzyść Polski. Mimo to strona radziecka i tak zdecydowanie odrzuciła, grożąc zerwaniem rozmów, wszystkie propozycje PKWN, z wyjątkiem tych dotyczących kolana Bugu oraz 1/3 Puszczy Białowieskiej. Dopiero po podpisaniu obu porozumień członkowie PKWN – i to nie wszyscy – znaleźli się w Chełmie. Porozumienie między PKWN a rządem ZSRR o polsko-radzieckiej granicy dotyczyło, wbrew nazwie, również przebiegu polskiej granicy zachodniej. Rząd ZSRR po raz pierwszy stwierdził, że uznaje za granicę między Polską a Niemcami linię przebiegającą na zachód od Świnoujścia wzdłuż Odry i Nysy Łużyckiej, a przy tym „przyjmuje na siebie zobowiązanie przy ustalaniu granicy państwowej pomiędzy Polską a Niemcami popierać żądanie ustalenia granicy według wymienionej wyżej linii”, co było prawdopodobnie motywem utajnienia tekstu porozumienia do 1967 – rozstrzygał bowiem o kwestii, której ZSRR nie ustalił jeszcze z Wielką Brytanią i USA. Porozumienie stało się podstawą do zawarcia w dniu 9 września 1944 roku układu między PKWN i Ukraińską Socjalistyczną Republiką Radziecką o wymianie ludności między Polską a USRR.
Pierwsi członkowie PKWN dotarli do Chełma późnym popołudniem 27 lipca 1944, lub dopiero 28 lipca 1944, zastając tam legalne władze polskie – delegata powiatowego i przedstawicieli Armii Krajowej.
29 lipca 1944 Państwowy Komitet Obrony ZSRR przyjął postanowienie o utworzeniu na terytorium Polski (na zachód od linii Curzona) radzieckich komendantur wojskowych, do kompetencji których należały m.in. ustanowienie i ochrona porządku na tyłach Armii Czerwonej. 31 lipca 1944 Kwatera Główna Naczelnego Dowództwa ZSRR (czyli w rzeczywistości Stalin) wydała dyrektywę określającą zasady mobilizacji na zajmowanych przez Armię Czerwoną ziemiach polskich, przewidującą aresztowanie ujawniających się wobec władz sowieckich oddziałów Armii Krajowej i innych formacji niepodporządkowanych PKWN. W dyrektywie stwierdzano, że jedyną legalną władzą na terytorium Polski jest PKWN i jego organy terenowe, natomiast osoby występujące w imieniu Rządu RP na uchodźstwie miały być traktowane jako niemiecka agentura.
1 sierpnia 1944 Stalin wydał dowódcom frontów Armii Czerwonej jeszcze jeden rozkaz dotyczący Armii Krajowej:

„Z uwagi na to”, nakazywała Kwatera Główna Naczelnego Dowództwa Nr 220169 z 1 sierpnia 1944, „że wroga agentura usiłuje przenikać do rejonów działań bojowych Armii Czerwonej i osiąść na terytorium wyzwolonym Polski pod postacią oddziałów Armii Krajowej, Kwatera Główna rozkazała po wyjaśnieniu [chyba po ujawnieniu się – JMC] natychmiast rozbrajać oddziały zbrojne wchodzące w skład Armii Krajowej lub innych podobnych organizacji niewątpliwie mających w swoim składzie agentów niemieckich. Oficerów tych oddziałów internować, a szeregowych i podoficerów kierować do samodzielnego batalionu zapasowego 1 armii polskiej generała Berlinga.”

Jan Ciechanowski konkluduje: 

W dniu, w którym zaczynało się Powstanie Warszawskie, którego ostateczne powodzenie zależało, zgodnie z planem jego polskich autorów, od wejścia Armii Czerwonej do stolicy Polski, Stalin jednocześnie wypowiadał, w istocie, Armii Krajowej wojnę i zapowiadał jej całkowitą likwidację na wszystkich oswobodzonych od Niemców terenach. Co nie najlepiej wróżyło powstańcom i mieszkańcom Warszawy czekającym od samego wybuchu powstania na sowiecką pomoc. Stalin był niestety zdecydowany narzucić Polsce pro-sowiecki rząd, który sam w rzeczywistości stworzył, na przeszkodzie czemu stała Armia Krajowa i władze Polski Podziemnej i Rząd Polski w Londynie uznawany jeszcze przez naszych zachodnich aliantów. Przeszkodę tę, w postaci stołecznych oddziałów Armii Krajowej, mogli usunąć z drogi i jak wiemy usunęli jego główni, ale pod tym jednym i jedynym względem niezmiernie usłużni, przeciwnicy – Niemcy.

6 sierpnia 1944 odbyły się w Moskwie rozmowy między premierem Rządu RP na uchodźstwie Stanisławem Mikołajczykiem i towarzyszącym mu Tadeuszem Romerem, a przedstawicielami PKWN (m.in. Bierut, Osóbka-Morawski, Żymierski), które zakończyły się fiaskiem. Przedstawiciele PKWN zaproponowali Mikołajczykowi stanowisko premiera w przyszłym rządzie jedności narodowej za cenę odrzucenia konstytucji kwietniowej jako podstawy formowania nowych władz i proponowali przedstawicielom rządu na uchodźstwie 4 teki w nowym gabinecie.
W połowie sierpnia raporty władz powstańczych stwierdzały „(…) całkowita bierność aliantów jest dla opinii publicznej niezrozumiała. (…) Na tym tle powstają nastroje prorosyjskie, wytwarza się niechęć do AK (…). (…) środowiska bynajmniej nie lewicowe są rozgoryczone na Mikołajczyka, że nie doprowadził do ugody z Komitetem Chełmskim.”.
Na początku sierpnia 1944 delegację PKWN i KRN przyjął Stalin. Podczas tego spotkania Hilary Minc zwrócił uwagę, że „nie zawsze była uszanowana autonomia władz polskich na wyzwolonych terenach”. W rezultacie tej interwencji (chodziło konkretnie o sposób wydania zakazu posiadania radioodbiorników) Stalin odsunął (według Bermana) od zajmowania się sprawami polskimi komisarza bezpieczeństwa państwowego Gieorgija Siergiejewicza Żukowa. Przedstawiciele PKWN podejmowali interwencje wobec władz ZSRR dotyczące np. kwestii niekontrolowanego wyrębu lasów przez Armię Czerwoną, lub uwolnienia przez NKWD, NKGB i Smiersz aresztowanych obywateli polskich i przekazania ich władzom PKWN. Interwencje te niekiedy odnosiły skutek, pierwsze zwolnienia Polaków nastąpiły jednak dopiero w kwietniu 1945.
W sierpniu 1944 roku resort oświaty PKWN wydał zezwolenie na tworzenie w województwie białostockim szkół białoruskich. Była to demonstracja władzy polskiej na tym terenie, albowiem takie szkoły już istniały, tylko działały w systemie szkolnym radzieckim. Jesienią 1944 roku władze województwa białostockiego kierowane przez I sekretarz PPR Edwardę Orłowską i pełnomocnika PKWN w województwie białostockim Leonarda Borkowicza przymierzały się do trwałego zabezpieczenia możliwości rozwoju mniejszości białoruskiej. Inny pogląd na te sprawę miały jednak władze centralne PKWN uznając tymczasowość pobytu Białorusinów na terenach państwa polskiego w związku z planami ich przesiedlenia za granicę, do ZSRR. W połowie września PKWN podpisał z rządem Białoruskiej Republiki Radzieckiej porozumienie o repatriacji ludności polskiej z Białorusi do Polski i białoruskiej z Polski na Białoruś. Po podpisaniu porozumienia władze wojewódzkie wydały decyzję o „spolszczeniu lokalnej administracji (wyłączając z tego bezpieczeństwo i milicję).
Na posiedzeniu Polskiego Komitetu Wyzwolenia Narodowego 15 września 1944 roku w Lublinie Bolesław Bierut, Roman Zambrowski, Jakub Berman, Michał Rola-Żymierski omawiali możliwy rozwój wypadków w razie zwycięstwa powstańców. Stanisław Radkiewicz uważał, że nie do pomyślenia było, żebyśmy pozwolili na wzięcie władzy komuś, mając cztery dywizje do dyspozycji. Wojsko porwie za sobą wszystko i wszelką próbę nieprawnego zagarnięcia władzy trzeba ukrócić z pomocą gen. Kieniewicza i całej naszej 1. Armii.
Od 28 września do 3 października 1944 przebywała w Moskwie delegacja PKWN w składzie: Bolesław Bierut, Edward Osóbka-Morawski, Michał Rola-Żymierski, Andrzej Witos i Wincenty Rzymowski. W nocy z 29 na 30 września podczas kolacji w rezydencji Stalina, w której uczestniczyli trzej pierwsi, a ze strony sowieckiej Stalin, Beria, Mołotow i Mikojan, Stalin w brutalnej formie zakomunikował Bierutowi swą decyzję o radykalizacji kursu politycznego na administrowanym przez PKWN terytorium Polski. PPR miała zaostrzyć stanowisko wobec Armii Krajowej i „obozu londyńskiego”, zintensyfikować represje wobec „reakcyjnego podziemia”, w szczególności zaś dokonać natychmiastowego wysiedlenia rodzin ziemiańskich z ich posiadłości i domów, wbrew postanowieniom dekretu PKWN z 6 września 1944 o reformie rolnej.
Stalin oświadczył, że:

stoi zagadnienie usunięcia z widowni całej klasy, złamanie obszarników – że wtedy to już nie jest reforma, a rewolucja agrarna, a tego rodzaju rewolucji nie przeprowadza się w majestacie prawa i cackaniem się przygotowaniami. Rewolucje takie muszą być przeprowadzane metodami rewolucyjnymi

Władysław Gomułka:

Było rzeczą nie do pomyślenia, aby przy ówczesnym składzie personalnym Biura Politycznego można było zakwestionować polecenia Stalina. Bierut referując tę sprawę, miał dla jej uzasadnienia argument nie do podważenia – stanowisko Stalina, który w dodatku tak się na niego rozsierdził i nawymyślał mu za oportunistyczną politykę partii. Biuro Polityczne podjęło więc odpowiednie decyzje, kurs polityczny został zaostrzony

9 października 1944 szesnastoosobowe plenum KC PPR w Lublinie wysłuchało ocen i żądań Stalina, przedstawionych przez Bieruta i zaaprobowało decyzje Politbiura. W konsekwencji tego samego dnia usunięty został z PKWN jego wiceprzewodniczący i kierownik resortu rolnictwa i reform rolnych Andrzej Witos (kierownictwo resortu przejął Osóbka-Morawski), później (20 listopada) kierownik resortu administracji publicznej Stanisław Kotek-Agroszewski. Obaj zostali następnie usunięci przez PPR również z władz Stronnictwa Ludowego. Od lawirowania – w nadziei zapewne, że sam bieg wydarzeń przyniesie umocnienie jej władzy – PPR przechodziła nagle i gwałtownie do otwartego terroru. Prawnym instrumentem terroru stał się wydany przez PKWN 30 października 1944 Dekret o ochronie Państwa, wprowadzający karę śmierci w 11 punktach, przy niemal pełnej dowolności interpretacyjnej czynów karalnych i wprowadzony z mocą wsteczną od 15 sierpnia 1944.
Krystyna Kersten:

Bilans 158 dni istnienia PKWN do dnia przekształcenia go w Rząd Tymczasowy był dlań niewątpliwie dodatni. Wbrew przewidywaniom Mikołajczyka, okazał się on jednak zdolny do stworzenia władzy i – mając oparcie w Armii Czerwonej – realizowania podstawowych zadań państwowych. Jego pozycja w kraju i na arenie międzynarodowej wzmacniała się, podczas gdy pozycja rządu polskiego na emigracji nieustannie słabła.

31 grudnia 1944 Józef Stalin przekształcił PKWN w Rząd Tymczasowy Rzeczypospolitej Polskiej z Edwardem Osóbką-Morawskim na czele, formalnie w trybie uchwały KRN. Za radą Stalina Bolesław Bierut, który od 11 września 1944 miał uprawnienia głowy państwa, otrzymał tytuł Prezydenta KRN.

## Manifest PKWN
Tekst Manifestu PKWN został upubliczniony 22 lipca w Moskwie, nie zaś w Chełmie, jak brzmiała wieloletnia propagandowa wersja komunistyczna. Ogłoszono go na antenie Radia Moskwa. Pierwszą wersję drukowaną (Manifest „trzyszpaltowy”) również wydrukowano w Moskwie.
Z drugiej wersji Manifestu usunięto wszystkie fragmenty, które mogły wskazywać na komunistyczny lub zdecydowanie lewicowy charakter PKWN.

## Dekrety PKWN

### Dekrety represyjne PKWN
Głównym narzędziem sprawowania władzy przez PKWN były rozbudowane organy Resortu Bezpieczeństwa Publicznego PKWN, tworzone przez NKWD i na nim wzorowane i represyjne dekrety, wydawane w celu usunięcia z życia publicznego opozycyjnych organizacji niepodległościowych, organów Polskiego Państwa Podziemnego i Delegatury Rządu na Kraj oraz reprezentujących ją sił zbrojnych. Skutkiem tych represji było uwięzienie w więzieniach i obozach ok. 200 000 osób. Od lipca 1944 wydano kolejno następujące dekrety represyjne:
- Dekret z dnia 24 sierpnia 1944, „O rozwiązaniu tajnych organizacji wojskowych na terenach wyzwolonych”[52] – uderzał on przede wszystkim w organizacje niepodległościowe uznające Rząd RP na uchodźstwie, a w szczególności w Armię Krajową.
- Dekrety z dnia 23 września 1944: Kodeks Karny Wojska Polskiego (obowiązujący do 19 kwietnia 1969)[53] i „O ustroju sądów wojskowych i prokuratur wojskowych”[54] (wcześniej funkcjonował w armii Berlinga, od 1 czerwca 1944, jako Wojskowy Kodeks Karny, przygotowany przez Centralne Biuro Komunistów Polski) – kodeks ten określał definicję tzw. zbrodni stanu i kary wymierzane za jej popełnienie, dotyczył także ludności cywilnej oraz stanu gdy wymagał tego „interes obrony Państwa”. Kodeks w 10 na 19 artykułów przewidywał karę śmierci m.in. za zbrodnię stanu. Na podstawie tego dekretu represjonowano żołnierzy Armii Krajowej i innych organizacji konspiracyjnych.
- Dekret z dnia 30 października 1944 „O ochronie Państwa”[49] – stanowił jeden z głównych elementów terroru sądowego wobec społeczeństwa i opozycji, przy jego konstruowaniu złamano fundamentalną zasadę iż „prawo nie działa wstecz”, ponieważ dekretem objęto „przestępstwa” popełnione przed 15 sierpnia 1944. Każdy z 11 artykułów przewidywał karę śmierci, przy niemalże pełnej dowolności interpretacyjnej popełnionych czynów. 5 punktów dekretu było stosowanych po wojnie wobec ludności cywilnej, która była sądzona do kwietnia 1955 także przez sądy wojskowe PRL, wymierzające z reguły bardzo surowe kary.
- Dekret z dnia 7 października 1944 „O Milicji Obywatelskiej”[55] regulował funkcjonowanie MO.
- Dekret z dnia 31 sierpnia 1944 „O wymiarze kary dla faszystowsko-hitlerowskich zbrodniarzy winnych zabójstw i znęcania się nad ludnością cywilną oraz dla zdrajców Narodu Polskiego”[56] – w założeniach skonstruowany do ścigania zbrodniarzy hitlerowskich, w praktyce stał się kolejnym narzędziem terroru wymierzonym w Armię Krajową i podziemie niepodległościowe, którego członkowie skazywani byli z identycznych artykułów co zbrodniarze niemieccy (często w tych samych celach więziennych osadzano byłych esesmanów, gestapowców razem z żołnierzami AK i członkami organizacji konspiracyjnych – por. Kazimierz Moczarski). M.in. na podstawie tego dekretu popełniony został w październiku 1952 mord sądowy na generale Emilu Fieldorfie ps. „Nil”.

### Inne dekrety PKWN
- Dekret z dnia 6 września 1944 r. „o przeprowadzeniu reformy rolnej”[57].
- Dekret z dnia 15 sierpnia 1944 r. „o rozwiązaniu policji państwowej (tak zwanej granatowej policji)”[58].
- Dekret z dnia 12 grudnia 1944 r. „o przejęciu niektórych lasów na własność Skarbu Państwa” (nacjonalizacja lasów prywatnych powyżej 25 ha)[59]
- Dekret z dnia 21 sierpnia 1944 r. „o trybie powołania władz administracji ogólnej I-ej i II-ej instancji”[60].
- Dekret z dnia 7 października 1944 r. „o utworzeniu Państwowego Urzędu Repatriacyjnego”[61].
- Dekret z dnia 18 sierpnia 1944 r. „o wojennych świadczeniach rzeczowych – obowiązkowych dostawach zbóż i ziemniaków dla państwa” (tzw. dostawy obowiązkowe, albo kontyngenty – obowiązywały do 1 stycznia 1972)[62]
- Dekret z dnia 22 sierpnia 1944 r. „o wojennych świadczeniach rzeczowych – obowiązkowych dostawach mięsa, mleka i siana dla państwa” (tzw. dostawy obowiązkowe, albo kontyngenty – obowiązywały do 1 stycznia 1972)[63]

## Polski Komitet Wyzwolenia Narodowego (1944)
| Funkcja                                                     | Imię i nazwisko          | Imię i nazwisko                  | Czas pełnienia funkcji   | Czas pełnienia funkcji   |
| Funkcja                                                     | Imię i nazwisko          | Imię i nazwisko                  | od                       | do                       |
| ----------------------------------------------------------- | ------------------------ | -------------------------------- | ------------------------ | ------------------------ |
| Przewodniczący Polskiego Komitetu Wyzwolenia Narodowego     |                          | Edward Osóbka-Morawski (PPS)     | 21 lipca 1944(dts)       | 31 grudnia 1944(dts)     |
| Kierownik resortu spraw zagranicznych                       | 21 lipca 1944(dts)       | Edward Osóbka-Morawski (PPS)     | 31 grudnia 1944(dts)     |                          |
| Kierownik resortu rolnictwa i reform rolnych                | 9 października 1944(dts) | Edward Osóbka-Morawski (PPS)     | 31 grudnia 1944(dts)     |                          |
| Wiceprzewodnicząca Polskiego Komitetu Wyzwolenia Narodowego |                          | Wanda Wasilewska (WKP (b))       | 21 lipca 1944(dts)       | 31 grudnia 1944(dts)     |
| Wiceprzewodniczący Polskiego Komitetu Wyzwolenia Narodowego |                          | Andrzej Witos (SL)               | 21 lipca 1944(dts)       | 9 października 1944(dts) |
| Kierownik resortu rolnictwa i reform rolnych                | 21 lipca 1944(dts)       | Andrzej Witos (SL)               | 9 października 1944(dts) |                          |
| Kierownik resortu sprawiedliwości                           | Jan Czechowski (SL)      | 21 lipca 1944(dts)               | 31 grudnia 1944(dts)     |                          |
| Kierownik resortu pracy, opieki społecznej i zdrowia        |                          | Bolesław Drobner (PPS)           | 21 lipca 1944(dts)       | 31 grudnia 1944(dts)     |
| Kierownik resortu komunikacji, poczt i telegrafów           |                          | Jan Grubecki (SL)                | 21 lipca 1944(dts)       | 4 listopada 1944(dts)    |
| Kierownik resortu gospodarki narodowej i finansów           |                          | Jan Haneman (PPS)                | 21 lipca 1944(dts)       | 11 grudnia 1944(dts)     |
| Kierownik resortu skarbu                                    | 11 grudnia 1944(dts)     | Jan Haneman (PPS)                | 31 grudnia 1944(dts)     |                          |
| Kierownik resortu informacji i propagandy                   |                          | Stefan Jędrychowski (PPR)        | 21 lipca 1944(dts)       | 31 grudnia 1944(dts)     |
| Kierownik resortu administracji publicznej                  |                          | Stanisław Kotek-Agroszewski (SL) | 21 lipca 1944(dts)       | 20 listopada 1944(dts)   |
| Kierownik resortu bezpieczeństwa publicznego                |                          | Stanisław Radkiewicz (PPR)       | 21 lipca 1944(dts)       | 31 grudnia 1944(dts)     |
| Kierownik resortu kultury i sztuki                          |                          | Wincenty Rzymowski (SD)          | 21 lipca 1944(dts)       | 31 grudnia 1944(dts)     |
| Kierownik resortu oświaty                                   |                          | Stanisław Skrzeszewski (PPR)     | 21 lipca 1944(dts)       | 31 grudnia 1944(dts)     |
| Kierownik resortu odszkodowań wojennych                     |                          | Emil Sommerstein                 | 21 lipca 1944(dts)       | 31 grudnia 1944(dts)     |
| Kierownik resortu obrony narodowej                          |                          | Michał Żymierski (PPR)           | 21 lipca 1944(dts)       | 31 grudnia 1944(dts)     |
| Wiceprzewodniczący Polskiego Komitetu Wyzwolenia Narodowego |                          | Stanisław Janusz (SL)            | 9 października 1944(dts) | 31 grudnia 1944(dts)     |
| Kierownik resortu komunikacji, poczt i telegrafów           |                          | Jan Rabanowski (SD)              | 4 listopada 1944(dts)    | 11 grudnia 1944(dts)     |
| Kierownik resortu komunikacji                               | 11 grudnia 1944(dts)     | Jan Rabanowski (SD)              | 31 grudnia 1944(dts)     |                          |
| Kierownik resortu poczt i telegrafów                        |                          | Tadeusz Kapeliński (SL)          | 11 grudnia 1944(dts)     | 31 grudnia 1944(dts)     |
| Kierownik resortu przemysłu                                 |                          | Hilary Minc (PPR)                | 11 grudnia 1944(dts)     | 31 grudnia 1944(dts)     |
| Kierownik resortu aprowizacji i handlu                      |                          | Teodor Piotrowski (PPS)          | 11 grudnia 1944(dts)     | 31 grudnia 1944(dts)     |

## W dniu zaprzysiężenia 21 lipca 1944
Do PKWN weszli działacze Związku Patriotów Polskich (koordynowanego przez Centralne Biuro Komunistów Polski) i Krajowej Rady Narodowej (Polska Partia Robotnicza i ugrupowania satelitarne – Stronnictwo Ludowe „Wola Ludu”), a także osoby bez formalnej afiliacji politycznej, wyznaczone przez ZPP.
Przewodniczącym PKWN został wiceprzewodniczący KRN Edward Osóbka-Morawski (były członek RPPS), wiceprzewodniczącymi PKWN: Wanda Wasilewska (ZPP) i Andrzej Witos (ZPP, oficjalnie SL „Wola Ludu” – usunięty z PKWN formalnie decyzją Prezydium PKWN 9 października 1944 „ze względu na stan zdrowia”, faktycznie po zaostrzeniu kursu Stalina w sprawach polskich po upadku powstania warszawskiego, jego miejsce zajął Stanisław Janusz, protegowany PPR). W PKWN zasiadali przedstawiciele ZPP i PPR oraz partii „koncesjonowanych” przez Stalina i Moskwę, tj. PPS, SL „Woli Ludu” (przemianowanego w lipcu 1944 na Stronnictwo Ludowe) i SD.
- Edward Osóbka-Morawski (Krajowa Rada Narodowa, RPPS wbrew kierownictwu tej partii) – przewodniczący PKWN, kierownik resortu spraw zagranicznych
- Wanda Wasilewska (Związek Patriotów Polskich) – wiceprzewodnicząca PKWN
- Andrzej Witos (Związek Patriotów Polskich, SL) – wiceprzewodniczący PKWN, kierownik resortu rolnictwa i reform rolnych
- Stanisław Kotek-Agroszewski (SL formacja prokomunistyczna, stworzona przez PPR) – kierownik resortu administracji publicznej
- Stanisław Radkiewicz (PPR) – kierownik resortu bezpieczeństwa publicznego
- Jan Stefan Haneman (RPPS wbrew kierownictwu tej partii) – kierownik resortu gospodarki narodowej i finansów
- Stefan Jędrychowski (PPR) – kierownik resortu informacji i propagandy
- Jan Michał Grubecki (SL) – kierownik resortu komunikacji, poczt i telegrafów
- Wincenty Rzymowski (SD) – kierownik resortu kultury i sztuki
- Michał Żymierski (PPR) – kierownik resortu obrony narodowej
- Emil Sommerstein (bezpartyjny) – kierownik resortu odszkodowań wojennych
- Stanisław Skrzeszewski (PPR) – kierownik resortu oświaty
- Bolesław Drobner (PPS) – kierownik resortu pracy, opieki społecznej i zdrowia
- Jan Czechowski (SL formacja prokomunistyczna, stworzona przez PPR) – kierownik resortu sprawiedliwości

## Zmiany w składzie PKWN
- 9 października 1944:
  - Andrzej Witos odwołany ze stanowiska wiceprzewodniczącego PKWN i kierownika resortu rolnictwa i reform rolnych;
  - Stanisław Janusz (SL) powołany na wiceprzewodniczącego PKWN,
  - Edward Osóbka-Morawski powołany na kierownika resortu rolnictwa i reform rolnych.
- 4 listopada 1944:
  - Jan Michał Grubecki odwołany ze stanowiska kierownika resortu komunikacji, poczt i telegrafów, a na jego miejsce powołano Jana Rabanowskiego (SD) – dotychczasowego zastępcę.
- 20 listopada 1944:
  - Stanisław Kotek-Agroszewski odwołany ze stanowiska kierownika resortu administracji publicznej.
- 1 grudnia 1944:
  - Przekształcenie resortu gospodarki narodowej i finansów w resort przemysłu, resort skarbu, resort aprowizacji i handlu oraz resortu komunikacji, poczt i telegrafów w resort komunikacji i resort poczt i telegrafów.
- 5 grudnia 1944:
  - Teodor Piotrowski (PPS) – powołany na kierownika resortu aprowizacji i handlu,
  - Jan Rabanowski (SD) – powołany na kierownika resortu komunikacji,
  - Tadeusz Kapeliński (SL) – powołany na kierownika resortu poczt i telegrafów,
  - Hilary Minc (PPR) – powołany na kierownika resortu przemysłu,
  - Jan Stefan Haneman (PPS) – powołany na kierownika resortu skarbu.